# Лопатино (платформа)
Лопа́тино — раздельный и остановочный пункты на участке Куровская — Воскресенск Большого кольца Московской железной дороги в Воскресенском районе Московской области. Находятся на северной границе города Воскресенск. Раздельный пункт входит в Рязанский центр организации работы железнодорожных станций ДЦС-2 Московской дирекции управления движением. По основному характеру работы формально является промежуточной станцией, фактически — путевым постом. По объёму работы отнесён к 5 классу.

## История
Ранее Лопатино было полноценной станцией с боковыми путями. В конце 90-х — начале 2000-х боковые станционные пути были разобраны, фактически остался путевой пост примыкания в полукилометре к западу от поста ЭЦ платформы: от станции Воскресенск перегон в 3 пути — 2 главных пути основного хода кольца и ветвь № 6, сходятся в два пути с дополнительным пошёрстным съездом, обгон и скрещение невозможны. В 2007—2008 году запущена дополнительная ветвь № 9 на Воскресенск (перегон стал четырёхпутным), примыкающая ещё западнее с дополнительным предохранительным тупиком. Ныне формально станция 5 класса (ранее в 2000-х была 4 класса).
До упразднения отделений станция Лопатино входила в Московско-Рязанское отделение МЖД. После упразднения оказалась на территории Московско-Курского региона, вошла в образованный Московско-Курский центр организации работы железнодорожных станций ДЦС-1. В начале 2012 года был образован Московско-Горьковский центр ДЦС-8 и станция была передана в него. В 2013 году границы регионов были немного изменены, участок Большого кольца от Берендино до Воскресенска был передан в Московско-Рязанский регион. С 1 января 2014 года границы Рязанского ДЦС-2 и Московско-Горьковского ДЦС-8 приведены в соответствие с границами регионов: станция передана из ДЦС-8 в Рязанский ДЦС-2.

## Пассажирские устройства

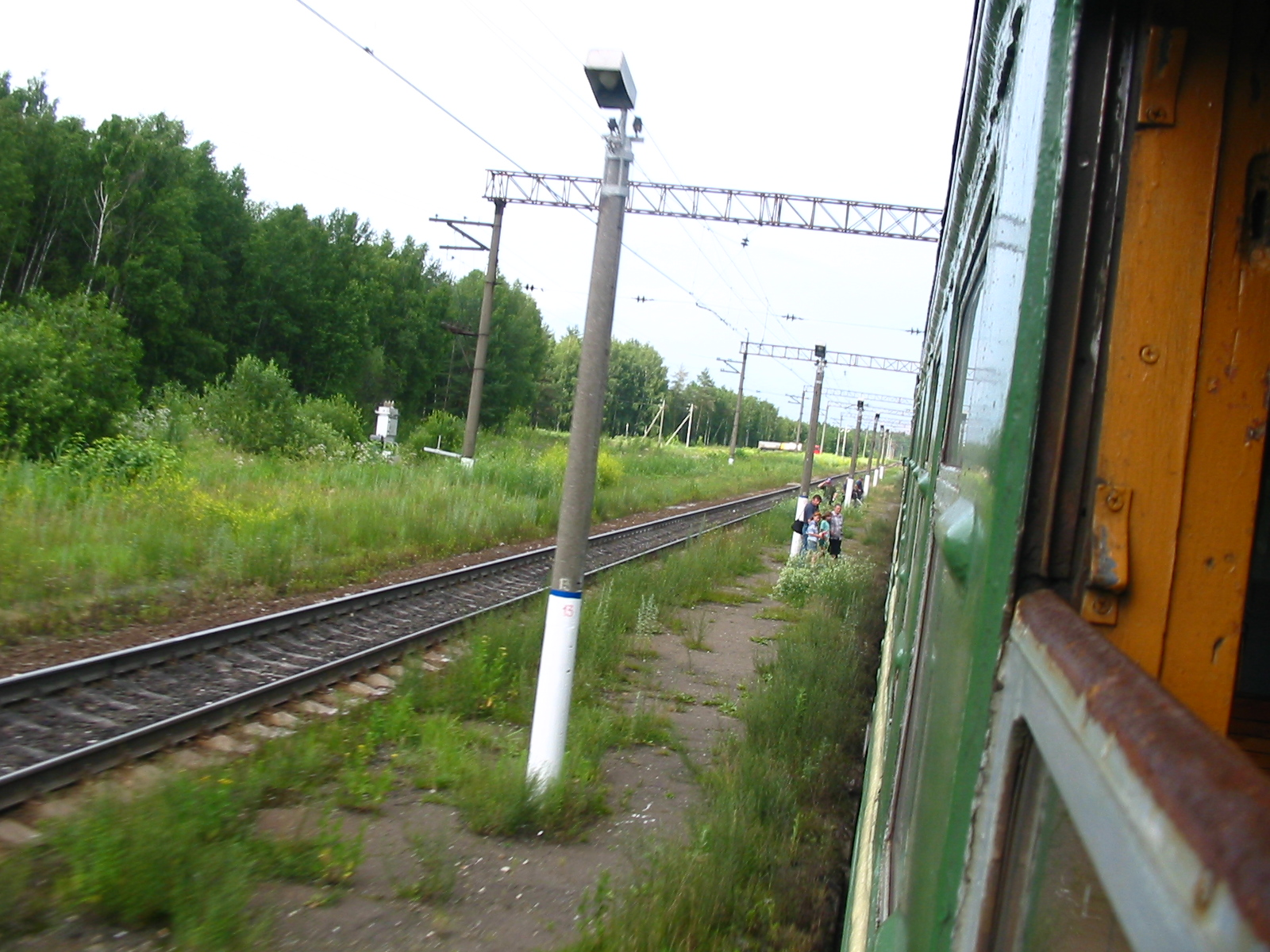
Платформа Лопатино (2004)

Островная низкая платформа находится между двумя главными путями напротив поста ЭЦ. После сокращения длины станции входные светофоры были перенесены западнее поста ЭЦ, и остановочный пункт Лопатино оказался не в границах станции, а на перегоне к Берендино. Тем не менее, платформа относится к пассажирским устройствам станции Лопатино.

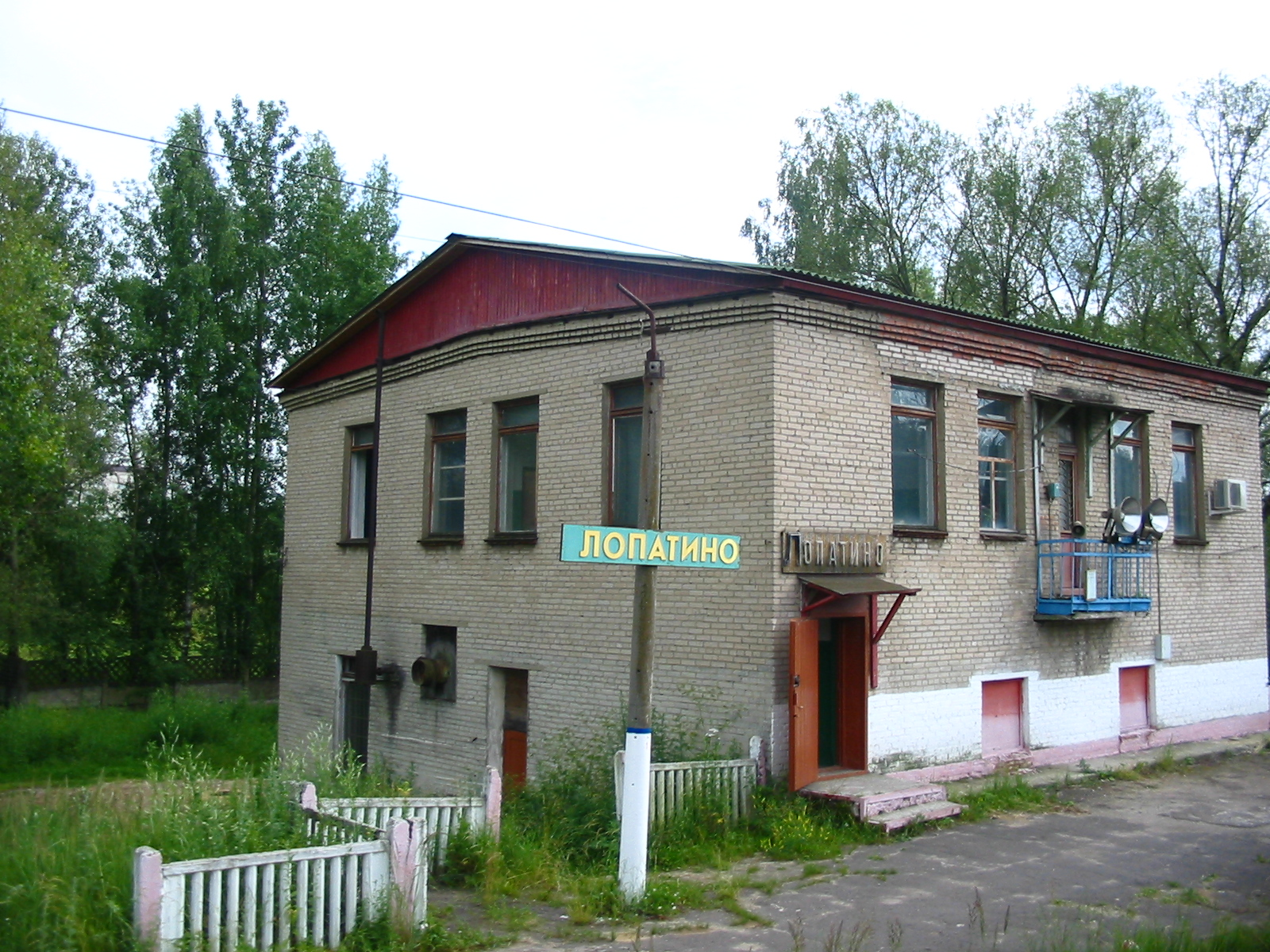
Пост ЭЦ (2004)

Также использовалась боковая платформа у ныне разобранного бокового пути № 4, примыкающая к посту ЭЦ, но ныне заброшена.
Через о.п. проходит 4-5 пар электропоездов в сутки.